# Ференц II Ракоці
Фе́ренц II Ра́коці (угор. II. Rákóczi Ferenc; 27 березня 1676 — 8 квітня 1735) — князь Трансильванії (Семигороддя), керівник антигабсбурзької національно-визвольної війни угорського народу 1703—1711 років. Останній старший представник династії Ракоці.

## Біографія

### Дитинство та юність
Ференц II Ракоці народився в селі Борша (тепер Словаччина) в родині спадкоємного правителя Трансільванії Ференца I Ракоці та Ілони Зріні, племінниці Міклоша Зріні. Онук трансільванського князя Дьєрдя II Ракоці і хорватського бана Петра Зріні.
Батько Ференца II помер, коли той був ще немовлям, тому австрійська імператорська рада при Леопольді I домоглася передбаченого заповітом Ференца I Ракоці надання собі прав на опіку над малолітнім спадкоємцем трансільванського престолу, щоб усунути потенційний оплот опору встановлення влади династії Австрійських Габсбургів над Угорщиною. Тим не менш, Ілона Зріні зберегла за собою опіку над сином за умови верховної опіки з боку Леопольда I.
Дитинство Ференца Ракоці пройшло в замках Шарошпатак і Регеца, однак після смерті бабусі Софії Баторі з 1680 року родина Ракоці остаточно осіла в Мукачівському замку (Паланок), який пізніше став оплотом повстанців на чолі з ним і до якого Ракоці мав особливо теплі почуття протягом усього життя. Також в 1667 році Ракоці в Мукачеві побудували міську резиденцію — одноповерховий палац. Навчався юний нащадок трансільванських правителів у єзуїтських школах.

### Ракоці і повстання Текелі
Другий чоловік Ілони Зріні, «король куруців» Імре Текелі, не втручався у виховання її дітей, займаючись переважно боротьбою за збереження суверенітету Трансильванії. Однак розгром турків під Віднем у 1683 році посилив недовіру Османської імперії до трансільванського князя, і Текелі навіть був готовий відправити прийомного сина як заручника в Стамбул, проте Ілона Зріні перешкодила такому рішенню.
У 1685—1688 роках Ференц Ракоці перебував з матір'ю в Мукачеві, яке знаходилось в облозі австрійськими військами. Хоча спочатку Ілоні Зріні вдавалося стійко обороняти замок, але до 1688 року сили його захисників вичерпалися, і після капітуляції вона з дітьми була відправлена до Відня, який вони могли покинути тільки з дозволу імператора. Після підписання Карловицького мирного договору 26 січня 1699 Текелі та Зріні були вислані з країни, а сам юний Ракоці залишився біля імператора.
З 1692 році Ракоці став ішпаном (управляючим) Шароського комітату. У цей час залишки селян, які підтримували Текелі, підняли нове повстання і навіть заволоділи фортецями Токаю, Патака і Уйгея. Тим не менше, сам ішпан Ракоці не схвалив неорганізованості стихійного селянського руху і був змушений поспішно виїхати до Відня, щоб спростувати сумніви в його лояльності до імператорського двору. Тим не менш, насправді, Ракоці прийшов до висновку про необхідність відновлення суверенітету скасованого в 1526 році незалежного Угорського королівства і став подумувати про організацію збройного виступу проти Габсбургів. З цією метою він заручився повною підтримкою третього за розмірами своїх земельних володінь феодала країни, утвореного землевласника Міклоша Берчені, чиї наділи межували з землями Ракоці і включали місто Ужгород (Унгвар).

### Національно-визвольна війна

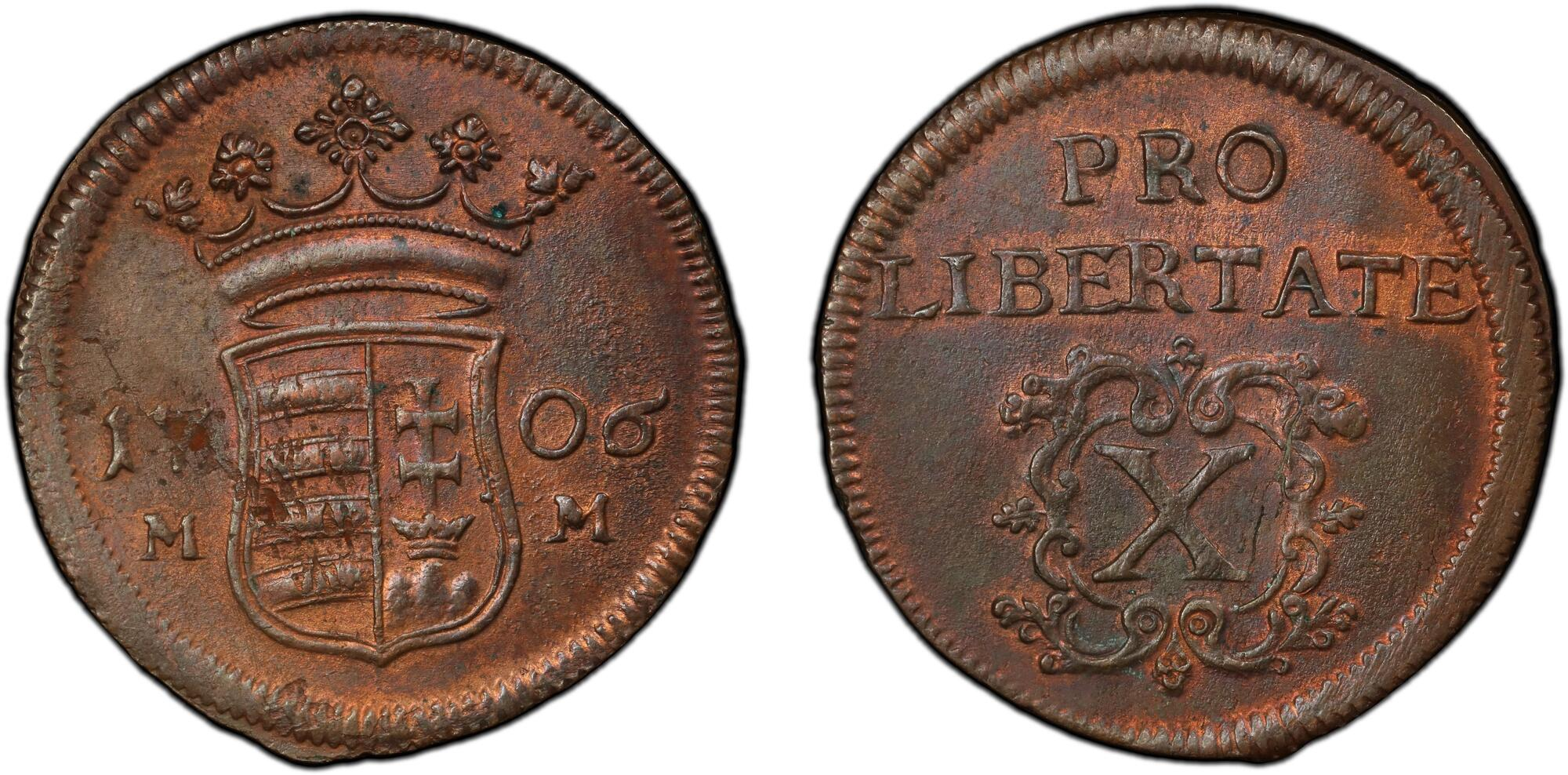
Угорщина, Ференц ІІ Ракоци (1703-1711), 10 полтур 1706 року м.д. Мукачево. Stephen Album Rare Coins

Напередодні Війни за іспанську спадщину в 1697 році Ференц Ракоці вже був серед учасників антиавстрійської змови, підтримуючи контакти з французьким королем Людовіком XIV, який готувався до військового конфлікту з Австрією. Після розкриття змови (завдяки перехопленню листування між Ракоці та французами австрійським шпигуном) молодий угорський аристократ 18 квітня 1700 року був ув'язнений австрійською владою у фортеці Вінер-Нойштадт (Бечуйхей) неподалік Відня. Ракоці загрожувала неминуча смерть, однак у 1701 році йому вдалося втекти до Речі Посполитої, де він зустрівся з Берчені та представниками Франції.
1703 року більшість австрійських військ було відведено з Угорщини та Трансильванії для участі у Війні за іспанську спадщину, і в околицях Мукачева була зібрана нова армія повстанців-куруців, яку складали переважно угорські та русинські селяни Закарпаття. Повстанці вимагали ліквідації феодального та іноземного гніту. Вони звернулися за допомогою до Ференца II Ракоці, і цього разу він погодився очолити селянське повстання, так як була сприятливою зовнішньополітична ситуація. Визнавши слушну нагоду для початку боротьби за свободу, Ференц II Ракоці повернувся в північно-східну Угорщину, де 7 червня 1703 закликав до повстання проти правління Габсбургів.
У мінімальні терміни Ференцу II Ракоці вдалося створити регулярну армію, засновану на базі сил повсталих проти своїх панів селян (втім практично вся угорська знать відмовилась його підтримати). 15 червня 1703 року у Лавочне до сил повстанців приєднався трьохтисячний загін Тамаша Есе, а незабаром їх сили поповнилися 600 добірними найманцями з Речі Посполитої під командуванням Берчені. До нього приєднувалися значні сили селян, і до вересня 1703 року вся Угорщина до Дунаю була звільнена від австрійців. На звільнених територіях Ракоці сприяв розвитку економічного життя, особливо ремесла і торгівлі.

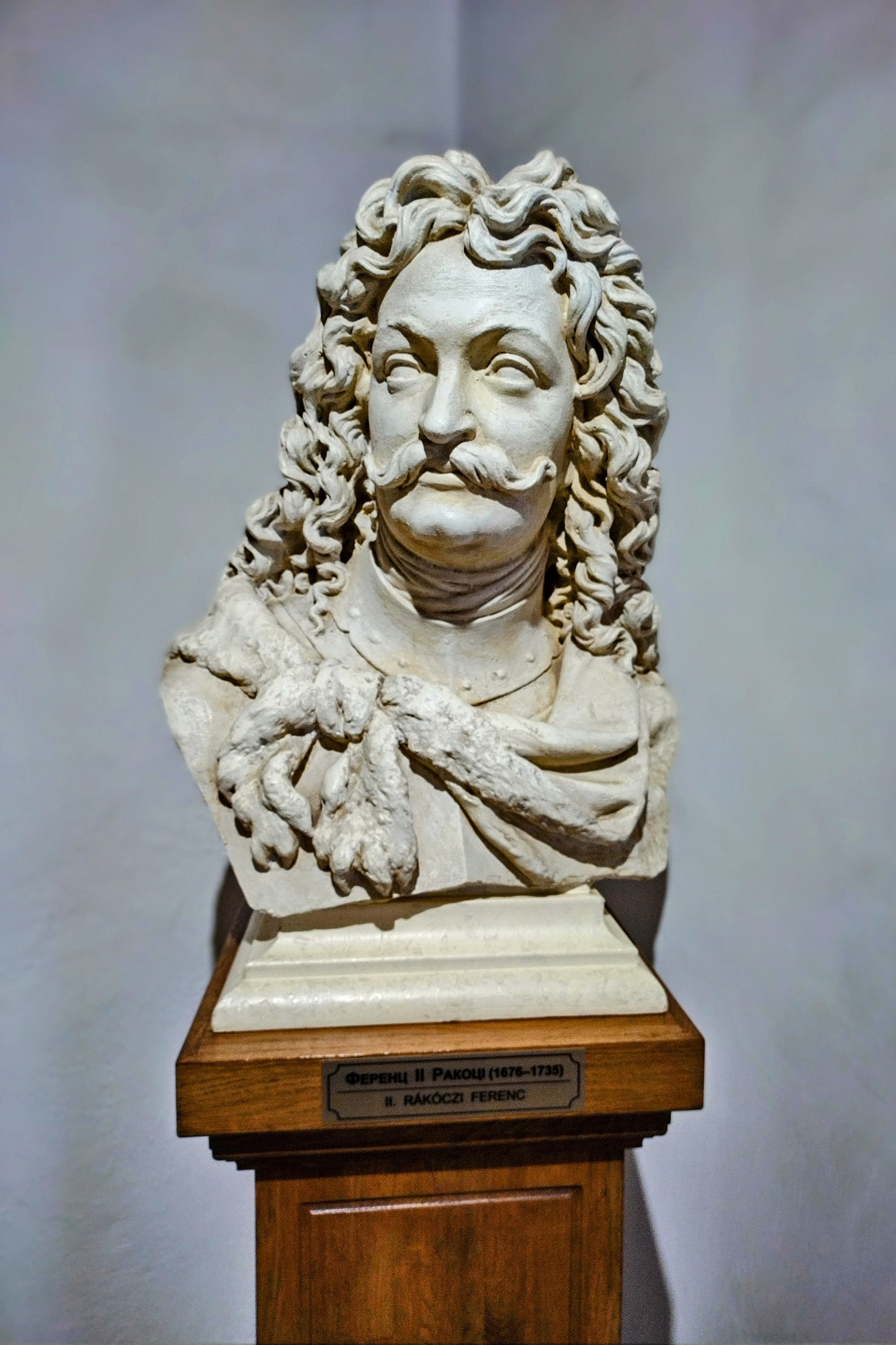
Погруддя Ференца II Ракоці у замку Паланок

Однак у 1704 році біля баварського міста Гохштедта) австрійцям та англійцям вдалося перемогти сили французів і баварців, що дозволило кинути проти повстанців нові сили австрійських лабанців. Незважаючи на викликане цією подією скорочення французької фінансової допомоги, до липня 1704 року підтримка русинського та румунського населення дозволила борцям за незалежність Угорщини звільнити від габсбурзьких військ всю Трансильванію, а до грудня 1705 року — весь Задунайський край. Більш того, під впливом військових успіхів повстанців до них долучилася значна частина дворянства, що не розділяла соціальних вимог куруців, але також була незадоволеною знаходженням на угорському престолі чужинця. За підтримки знаті в 1704 році Ракоці був обраний князем відновленого князівства Трансильванія.
У вересні 1705 року засідання Національних зборів в ноградскому містечку Сечень відмовилося затвердити імператора Йосифа I угорським королем, проголосивши замість цього створення конфедерації на чолі з Ференцом II Ракоці для відновлення незалежності країни. Одночасно створювався і новий державний апарат для відновленого Угорської держави: були створені органи виконавчої влади — Сенат та Економічна рада, — а також регулярна армія Угорщини.
13 червня 1707 року Державні збори в Оноді затвердили запропонований Ференцом Ракоці закон про детронізацію Габсбургів з угорського престолу. Так як Франція була не в змозі надавати систематичну допомогу повстанцям, в дипломатичному арсеналі Ференца Ракоці залишалася лише одна дружньо налаштована по відношенню до угорського національно-визвольного руху держава — Московське царство. У вересні 1707 року представниками Ракоці був підписаний таємний договір з послами Петра I Великого, і країни обмінялися послами. Однак військово-політичний союз між Угорщиною та Московським царством залишився не реалізованим на практиці: вторгнення Карла XII на територію Речі Посполитої та Московського царства скувало всі сили Петра I на полях боїв Північної війни.

### Кінець війни та капітуляція

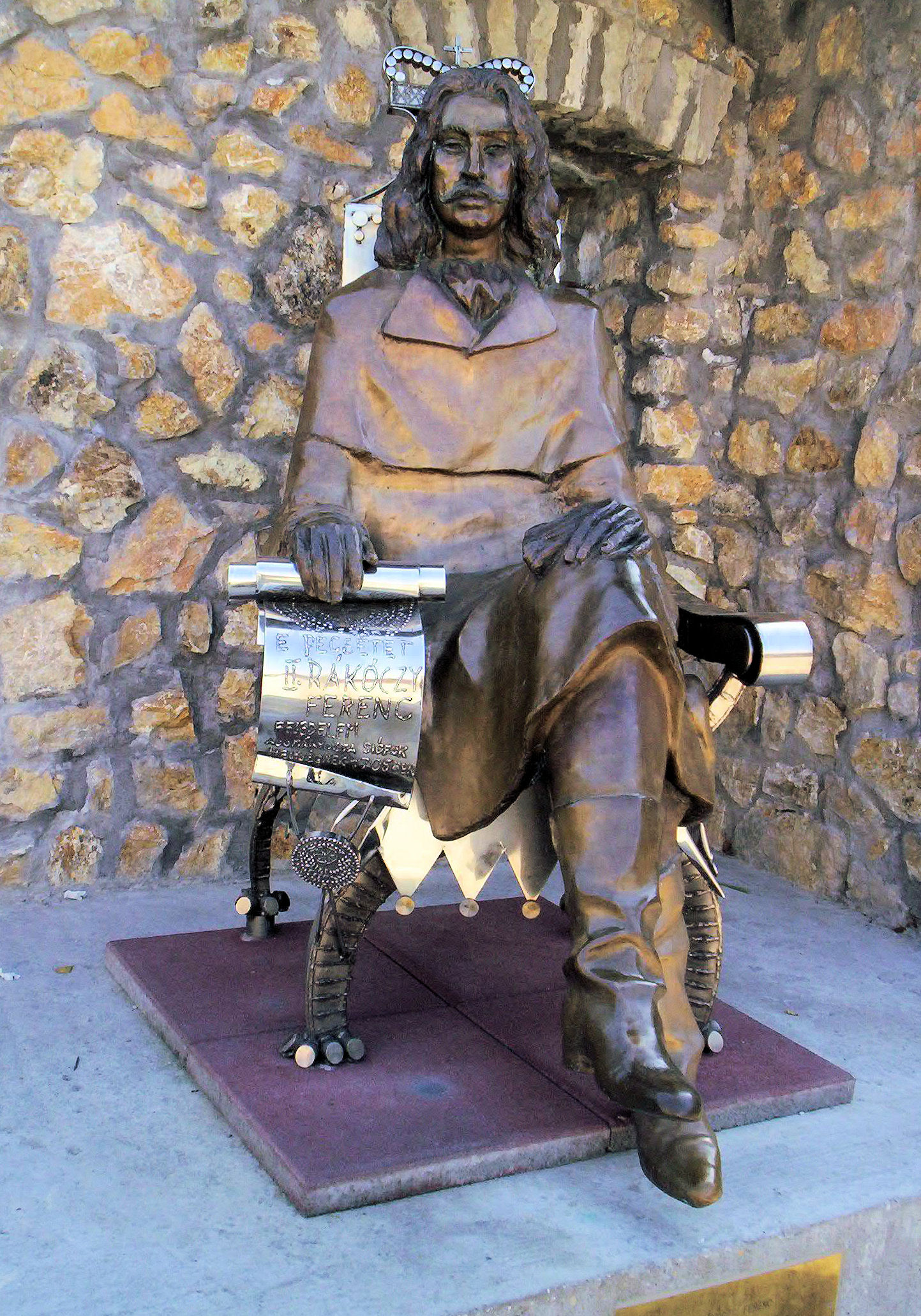
Статуя Ференца II Ракоці у місті Шіофок (автор — Імре Варга)

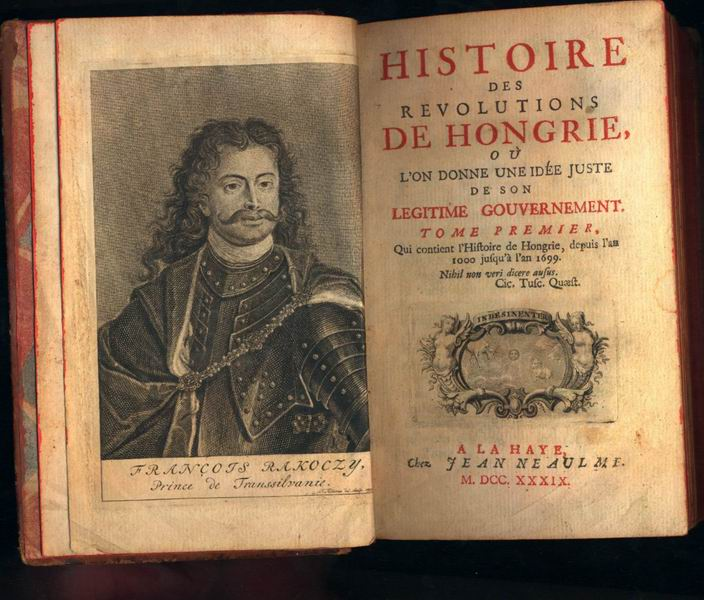
Перше видання книги спогадів Ференца II Ракоці (1739 р.)

Після 1707 року також ослабла й внутрішня база куруців: незважаючи на прийняття Національними зборами в грудні 1708 року закону про звільнення від кріпосної залежності учасників визвольної війни, селянство дещо знизило свою активність в боротьбі за незалежність руху. 3 серпня 1708 року в битві біля словацького міста Тренчин Ференц II Ракоці був серйозно поранений при падінні з коня. Вважаючи, що їх керівник мертвий, куруци почали тікати. Ця серйозна поразка, а також перемога лабанців в січні 1710 року біля Ромханя змусили Ракоці відводити свої сили на північний схід, до Сатмара та Мукачево, де він користувався найбільшою підтримкою.
Не довіряючи запевненням посла імператора Яноша Пальфі в амністії, Ференц II Ракоці 21 лютого 1711 року покинув країну і попрямував до Речі Посполитої (незадовго до цього після зречення Августа II Фрідріха він висував свою кандидатуру на престол Речі Посполитої), прагнучи домогтися допомоги від Московського царства і Франції і доручивши верховне головнокомандування угорськими військами барону Шандору Карої. Проте планам Ракоці успішно протидіяв австрійський посол в Московії Їндржих Вілем Вілчек.
Однак дворянство схилялося до компромісу і миру з Габсбургами, відповідно, сам головнокомандувач повстанською армією барон Шандор Карої без згоди керівника угорського національно-визвольного руху вступив у таємні переговори з командувачем австрійськими військами графом Пальфі, що закінчилося зрадницькою мирною угодою, укладеною 30 квітня 1711 року у Сатмарі. Через два дні, 1 травня 1711 року, основні сили куруців в кількості 12 000 чоловік капітулювали на Надьмайтенському полі біля Сатмара. Незважаючи на офіційну капітуляцію, мужні захисники останньої фортеці, що перебувала під контролем куруців — Мукачівського замку на Закарпатті — оборонялися аж до своєї здачі габсбурзьким військам 22 червня 1711 року.

### Еміграція та смерть
До листопада 1712 року Ференц Ракоці переховувався в Данцігу під ім'ям графа Шарош. Деякий час жив у Московській державі, надіючись на військову підтримку Петра I. Потім виїхав в Англію, але не був допущений королевою в країну. З 1712 року перебував у Франції, а 1717 року — переїхав до Стамбулу. Сподівався з допомогою Османської імперії відновити свою владу в Трансільванії, але після укладення австрійсько-османського договору це стало нереальним. Перекладачем Ракоці в Османській імперії був Ібрахім Мутеферріка — мусульманин угорського походження, першодрукар ісламського світу. Написав «Мемуари про угорську війну». Помер у місті Родосто. 29 жовтня 1906 року прах Ракоці Ференца ІІ було перенесено на батьківщину у Кошиці, і похований у крипті собору Святої Єлизавети.

## Сім'я

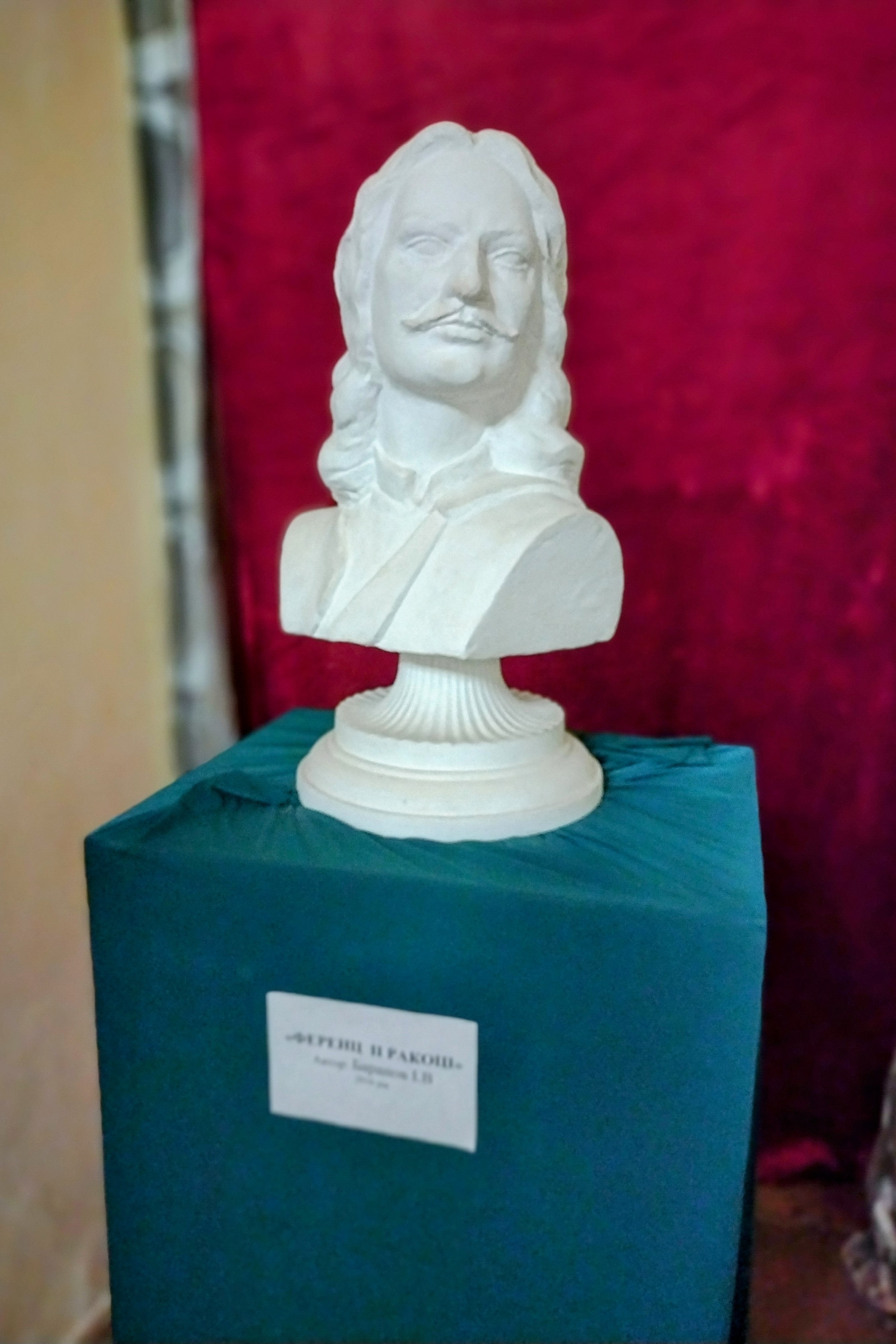
Погруддя Ференца II Ракоці у палаці князів Ракоці в Мукачево

Ференц Ракоці одружився у вересні з 1694 року в Кельні з князівною Кароліною Амалією Гесенською-Рейнфальс (8 березня 1679 у Ванфріді, — 18 лютого 1722 в Парижі), донькою князя Карла Гесенського і його другої дружини Александрини Юліанни, графині Лейнінген-Дагсбург. У подружжя народилося четверо дітей:
- Леопольд Людвиг Юрій (Леопольд Лайош Дьєрдь) (1696—1700);
- Йосиф (Йожеф) (1700—1738);
- Юрій (Дьєрдь) (1701—1752);
- Кароліна (1706—1706).

Після смерті дружини в 1722 році Ференц більше не одружувався. Рід Ракоці вигорів зі смертю сина Юрія в 1752 році.

## Вшанування пам'яті в Україні
Вшановуючи пам'ять Ференца ІІ Ракоці в Україні встановлено йому пам'ятники:
- на території замку Паланок в Мукачеві
- міні-скульптура на центральній вулиці Мукачева (вул. Пушкіна)[4]
- Міні-скульптуру «Виноробству» встановили 26 вересня 2015 року в центрі Ужгорода по вул. Волошина, 18 відкрито міні-скульптуру князю Ференцу Ракоці ІІ, який полюбляв закарпатське вино. Скульптура вміє наливати вино.
- в селі Яноші на Берегівщині.

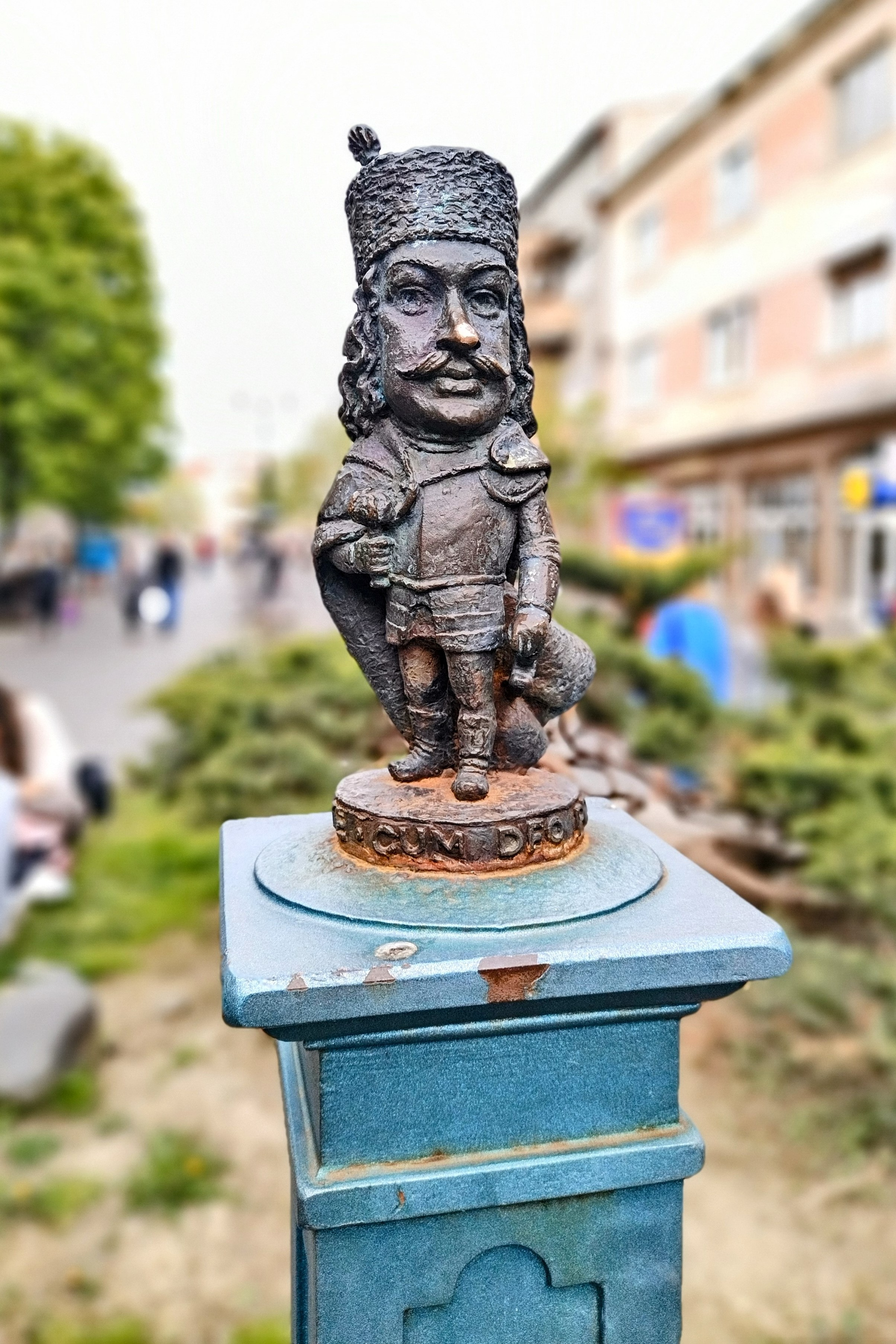
Міні-скульптура Ференц II Ракоці в Мукачево

- Міні-скульптура Ференц II Ракоці в Мукачево17 грудня 2019 року урочисто відкрито кінний пам'ятник Ференцу Ракоці ІІ у Береговому.

Його ім'ям названо Закарпатський угорський інститут імені Ференца Ракоці ІІ в місті Береговому.
Ім'я Ференца Ракоці носять вулиці в Ужгороді, Тячеві, Мукачеві, Солотвиному. Також у селах Боржава, Вари, Велика Добронь, Гать, Пийтерфолво.
Площа Ференца Ракоці II є у місті Берегове